# Валент, Дмитрий Викторович
Валент, Дмитрий Викторович (13 апреля 1988, Минск, Белорусская ССР, СССР) — белорусский боец Муай Тай и К-1, заслуженный мастер спорта Республики Беларусь. Тренируется в СК «Кик Файтер» у Юрия Франтишковича Вараксы. Менеджер — Евгений Добротворский. Многократный чемпион мира среди любителей и профессионалов.

## Спортивная карьера

### Ранние годы
Заниматься спортом начал в возрасте 13 лет в секции тхэквондо. Через три года перешёл в тайский бокс в клуб «Кик Файтер», где тренировался вместе с Андреем Кулебиным, Дмитрием Шакутой, Василием Шишом.

### Любительская карьера
Первую медаль Дмитрий завоевал спустя всего два года после начала занятий тайским боксом — в 2006 году он стал победителем Первенства мира по в весовой категории до 67 кг. Уже в следующем году он выиграл любительский чемпионат мира по кикбоксингу WAKO в весе до 75 кг, а также Кубок мира в Венгрии.
В 2008 году ему покорился лишь один любительский турнир — чемпионат Европы по тайскому боксу IFMA. Три из четырех поединков он закончил досрочно.
В следующем году он на этом же турнире стал третьим, но зато взял золото на чемпионате мира в Таиланде.
2010 год по части любительских турниров был для Дмитрия удачным: он выиграл чемпионат Европы WAKO и чемпионат мира IFMA.
Если в 2011 году он выиграл лишь одну медаль (бронзу на чемпионате мира по кикбоксингу WAKO), то в 2012 стал лучшим на чемпионате Европы и мира по тайскому боксу IFMA.
С 2013 года поднялся на одну весовую категорию выше — до 81 кг. В этом весе он выиграл чемпионат Европы по тайскому боксу IFMA в Португалии и завоевал серебро Всемирных игр Sport Accord в Санкт-Петербурге, проиграв в финале россиянину Артему Левину.
Начиная с 2014 года Дмитрий становился победителем всех любительских турниров по тайскому боксу, в которых принимал участие: чемпионата мира в Малайзии и чемпионата Европы в Польше в 2014 году, чемпионата мира в Таиланде в 2015 году, чемпионата мира в Швеции в чемпионата Европы в Хорватии в 2016 году, чемпионата мира в Минске в 2017 году и чемпионате Европы в Чехии в 2018 году.

### Профессиональная карьера
В 2006 году в Могилеве Дмитрий выиграл свой первый профессиональный турнир-восьмёрку и завоевал звание чемпиона Беларуси. В следующем году он взял два титулов, став чемпионом мира среди профессионалов по версии WAKO-PRO и WKN. В бою за звание чемпиона мира среди профессионалов по версии WKN против Самира Дурида Дмитрий победил за 28 секунд эффектным нокаутом.
В начале 2008 года он выиграл Европейский Grand Prix по муайтай в Женеве (Швейцария) в рамках турнира-четверки. Затем он одержал уверенную победу на мировом Grand Prix WMC I-1 в Гонконге в весовой категории до 72 кг. В конце года из-за рассечения он проиграл российскому бойцу Артему Левину в полуфинале второго сезона турнира «Contender Asia», проходившем в России.
В следующем году Дмитрий вновь завоевал звание чемпиона мира по версии WMC на мировом Grand Prix I-1 в Гонконге, победив в финале четверки южноафриканца Vuyisile Colossa раздельным решением судей. К этой победе он также добавил титул чемпиона мира по версии WKN.
В 2010 году продолжил свою победную серию. В феврале он отстоял титул чемпиона мира среди профессионалов по версии WKN. Защита титула состоялась во Франции в рамках Супертурнира по К-1 и Муай Тай. Соперником белоруса был представитель Франции Йохан Лидон. Бой состоял из пяти трехминутных раундов и проводился по азиатским правилам (разрешены удары локтями и коленями в голову). Результатом стала победа Валента единогласным решением судей. В сентябре он завоевал титул чемпиона мира среди профессионалов KOTR (King of the Ring). Во втором раунде Дмитрий ударом локтя нокаутировал Тарека Слимани из Голландии.
В 2011 году на Мировом Grand Prix Большая 8-ка в Минске он защитил звание чемпиона мира среди профессионалов WKN, победив техническим нокаутом Самира Дурида из Франции.
В апреле 2013 года в Китае он провёл бой за мировой титул WBC с действующим чемпионом мира канадцем Саймоном Маркусом и уступил со счётом 2:1 раздельным решением судей. 13 декабря 2013 года на турнире Diamond Fight в России Дмитрий завоевал титул чемпиона мира среди профессионалов по версии IPCC (International Professional Combat Council) 79 кг, нокаутировав ударом локтя бойца из Турции Бектаса Эмирханоглу.
2014 год начался для него очень удачно: в апреле он победил китайского бойца Нурла Мулали на турнире Kunlun Fight 1, в июне — тайца Wehaj на Kunlun Fight 6, а в сентябре на турнире Top King в Минске нокаутировал тайца Панома. Но 26 октября 2014 года в рамках турнира Kunlun Fight 12 у него состоялся реванш с Саймоном Маркусом, в котором он опять уступил со счётом 2:1 решением судей.
В начале 2015 года Дмитрий проиграл раздельным решением украинцу Артуру Кишенко на турнире Kunlun Fight 25. Затем на турнире этого же промоушена он одержал две победы и в поединке за звание чемпиона мира проиграл нокаутом тому же Артуру Кишенко.
В 2016 году он провел три боя — все в рамках промоушена Kunlun Fight. Сначала на турнире Kunlun Fight 51 он победил француза Седрика Тоша, что позволило ему пробиться в финальную четверку организации, победитель которой становился чемпионом мира по версии Kunlun Fight. Через три месяца, в полуфинале четверки он победил марокканского бойца большинством судейских решений, но в финале раздельным решением уступил россиянину Александру Стецуренко.
В 2017 году Дмитрий не выступал по профессионалам и вернулся на профринг только в апреле 2018 года. На турнире DSF Kickboxing Challenge 14 в Польше он уступил местному бойцу Юрию Зубчуку большинством судейских голосов. Завершил год Дмитрий досрочной победой над украинским бойцом Сергеем Снитюком в рамках турнира «Ахмат» в Минске.

## Титулы

### Любительские

#### Кикбоксинг
- 2007 Кубок мира WAKO  75 кг
- 2007 Чемпионат мира WAKO (Сербия)  75 кг
- 2010 Чемпионат Европы WAKO  75 кг
- 2011 Чемпионат мира WAKO  75 кг

#### Тайский бокс
- Чемпион Беларуси с 2006 по 2017 год
- 2006 Чемпионат мира WMF (Таиланд)  67 кг
- 2008 Чемпионат Европы IFMA (Польша)  75 кг
- 2009 Чемпионат Европы IFMA (Латвия)  75 кг
- 2009 Чемпионат мира IFMA (Таиланд)  75 кг
- 2010 Чемпионат мира IFMA (Таиланд)  75 кг
- 2012 Чемпионат Европы IFMA (Турция)  75 кг
- 2012 Чемпионат мира IFMA (Россия)  75 кг
- 2013 Чемпионат Европы IFMA (Португалия)  81 кг
- 2013 Всемирные игры Sport-accord (Россия)  81 кг
- 2014 Чемпионат мира IFMA (Малайзия)  81 кг
- 2014 Чемпионат Европы IFMA (Польша)  81 кг
- 2015 Чемпионат мира IFMA (Таиланд)  81 кг
- 2016 Чемпионат мира IFMA (Швеция)  81 кг
- 2016 Чемпионат Европы IFMA (Хорватия)  81 кг
- 2017 Чемпионат мира IFMA (Беларусь)  81 кг
- 2017 Чемпионат Европы IFMA (Чехия)  81 кг

### Профессиональные
- 2006 победитель гран-при-восьмерки KMT (72 кг) чемпион Беларуси
- 2007 победитель гран-при WMC S-1 (72 кг) чемпион Беларуси
- 2007 чемпион Европы по версии WKN (79 кг)
- 2007 чемпион мира по версии WAKO-PRO (76 кг)
- 2007 чемпион мира по версии WKN (76 кг)
- 2008 чемпион мира по версии WMC (72 кг)
- 2009 чемпион мира по версии WMC (72 кг)
- 2009 чемпион мира по версии WKN (72 кг)
- 2009 чемпион мира по версии WKN (76 кг)
- 2010 чемпион мира по версии KOTR (76 кг)
- 2011 чемпион мира по версии WKN (76 кг)
- 2013 чемпион мира по версии IPCC (79 кг)
- 2014 чемпион мира по версии IPCC (79 кг)
- 2014 чемпион мира по версии WLF (79 кг)

### Номинации
- 2008 Лучший боец чемпионата Европы IFMA

## Политические взгляды
Подписал открытое письмо спортивных деятелей страны, выступающих за действующую власть Беларуси после жестких подавлений народных протестов в 2020 году.
17 декабря 2020 года отозвал свою подпись, заявив, что совершил необдуманный шаг: «Я против разделения спортивного сообщества по политическим мотивам, я уважаю спортсменов, выступивших против лжи и насилия, потому что нечестная игра и насилие несовместимы со спортивными и олимпийскими принципами. К сожалению, всё это продолжается прямо сейчас в нашей стране, и этому должен быть положен конец».